# Frederick Walter Simms

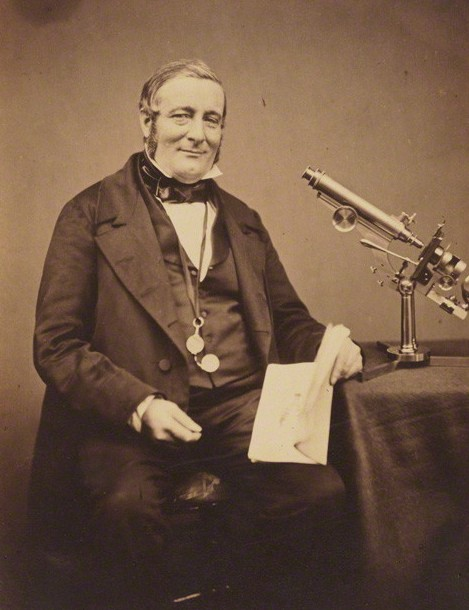
Frederick Walter Simms

Frederick Walter Simms (* 24. Dezember 1803 in London; † 27. Februar 1865 ebenda) war ein britischer Landvermesser und Bauingenieur.

## Leben
Frederick Walter Simms wurde im Stadtteil Blackfriars als eines von neun Kindern des Instrumentenbauers William Simms (1763–1828) und dessen Frau Sarah geboren; sein älterer Bruder war der Instrumentenbauer William Simms (1793–1860), ab 1826 Inhaber von Troughton & Simms. Simms erhielt nur eine rudimentäre Schulausbildung und war von ehr kränklicher Natur in jungen Jahren. Seine erste Anstellung fand er als Landvermesser bei der Ordnance Survey in Irland, wo er nach kurzer Zeit zum Leiter des „Computing Department“ ernannt wurde, eine zwar nicht so lukrative Stelle, die ihm aber erlaubte, praktische Erfahrung in seinem Beruf zu erlangen.
Im Jahr 1830 kehrte er nach England zurück und übernahm die Stelle von Thomas Glanville Taylor (1804–1848) als Assistent am Royal Greenwich Observatory. Zu seinen Aufgaben gehörten die Bedienung des Zenitrohrs zusammen mit John Henry Belville, die gelegentliche Bedienung anderer Instrumente und die Überprüfung der gedruckten Beobachtungen des Royal Greenwich Observatory. Der damalige Astronomer Royal John Pond beschreibt Simms als „sehr fähig und fleißig“, der aber auch eine „große Unregelmäßigkeit bei der Genauigkeit der Chronometer begangen“ hatte. 1835 übernahm George Biddell Airy die Stelle als Astronomer Royal. Eine Bedingung die Airy zu seinem Antritt stellte, war die Entlassung von Thomas Taylor als ersten Assistenten. Simms, der nach Airy „anscheinend auf die Stelle als erster Assistent gehofft hatte, für welche er ziemlich inkompetent“ war, resignierte am 21. Oktober 1835.
Zusammen mit Richard Tappin Claridge († 1857) unternahm er 1836 eine Reise nach Paris, um dort die französische Arbeitsweise mit Asphalt zu erforschen und diese in England einzuführen. Im gleichen Jahr fand er eine Anstellung als Resident Engineer bei der South Eastern Railway Company, für die er in den frühen 1840er Jahren die Bletchingley- und Saltwood-Tunnel konstruierte und dafür 1842 von der Institution of Civil Engineers mit der Telford Medal ausgezeichnet wurde.
1847 erhielt Simms eine Anstellung bei der Britischen Ostindien-Kompanie als beratender Ingenieur. Simms vertrug allerdings das Klima in Indien nicht und verbrachte so einige Zeit zur Erholung auf Mauritius. In Indien leitete er die Vermessung und Kartierung von Kalkutta im Zuge der Großen Trigonometrischen Vermessung und kehrte nach dem Ende seiner Pflichten im Herbst des Jahres 1851 nach England zurück. Kurze Zeit arbeitete er noch als Ingenieur für die East Kent Railway, musste jedoch aus gesundheitlichen Gründen in den Ruhestand gehen und verstarb am 27. Februar 1865 in London.
Simms wurde am 13. Februar 1838 als Graduate in die Institution of Civil Engineers aufgenommen und am 23. Februar 1841 zum Mitglied ernannt. Daneben war er Fellow der Royal Astronomical Society und der Geological Society of London.

## Werke (Auswahl)
- A Treatise on the Principal Mathematical Instruments employed in Surveying, Levelling, and Astronomy. Explaining their Construction, Adjustments, and Use. Troughton and Simms, London 1834 (englisch, archive.org, archive.org – 5. Auflage 1844 und 8. Auflage 1850).
- A Treatise on the Principal Mathematical Drawing Instruments employed by the Engineer, Architect, and Surveyor. John Weale, London 1837 (englisch, books.google.de).
- Practical Observations on the Asphaltic Mastic, or, Cement of Seyssel, now extensively employed on the Continent, for Pavements, Roofing & Flooring, for Hydraulic Works, etc. etc. Explaining its Nature and Manipulation, etc. John Weale, London 1837 (englisch, books.google.de).
- A Treatise on the Principles and Practice of Levelling. Showing its Application to Purposes of Civil Engineering, particularly in the Construction of Roads. John Weale, London 1837 (englisch, archive.org, archive.org – 5. Auflage 1870).
- Public Works of Great Britain. John Weale, London 1838, doi:10.3931/e-rara-50154 (englisch).
- Report on the Survey of Calcutta. Dated 14th August 1850. J. C. Sherriff, Military Orphan Press, Calcutta 1851 (englisch, books.google.de).
- Practical Tunneling. With additional Chapters illustrating recent Practice by D. Kinnear Clark. Fourth Edition, Revised and Greatly Extended Auflage. D. van Nostrand Company, New York 1896 (englisch, archive.org – 1. Auflage 1844).